# Wereldbeker BMX 2017
De wereldbeker BMX 2017 begon op 6 mei op het Nederlandse Papendal en eindigde op 17 september in het Argentijnse Santiago del Estero. De eindzege ging bij de mannen naar de Fransman Sylvain André en bij de vrouwen naar de Nederlandse Laura Smulders.

## Mannen

### Uitslagen
| Datum             | Plaats              | Eerste          | Tweede            | Derde           |
| ----------------- | ------------------- | --------------- | ----------------- | --------------- |
| 6 mei 2017        | Papendal            | Sylvain André   | Dave van der Burg | Twan van Gendt  |
| 7 mei 2017        | Papendal            | Joris Daudet    | Tory Nyhaug       | Connor Fields   |
| 13 mei 2017       | Heusden-Zolder      | Connor Fields   | Dave van der Burg | Edžus Treimanis |
| 14 mei 2017       | Heusden-Zolder      | Twan van Gendt  | Sylvain André     | Romain Mahieu   |
| 16 september 2017 | Santiago del Estero | Exequiel Torres | Gonzalo Molina    | Sylvain André   |
| 17 september 2017 | Santiago del Estero | Connor Fields   | Carlos Ramírez    | Sylvain André   |

### Eindstand
| #  | Atleet            | Land | Punten |
| -- | ----------------- | ---- | ------ |
| 1  | Sylvain André     | FRA  | 645    |
| 2  | Connor Fields     | USA  | 620    |
| 3  | Tory Nyhaug       | CAN  | 535    |
| 4  | Dave van der Burg | NED  | 495    |
| 5  | Twan van Gendt    | NED  | 460    |
| 6  | Carlos Ramírez    | COL  | 370    |
| 7  | Corben Sharrah    | USA  | 345    |
| 8  | Niek Kimmann      | NED  | 325    |
| 9  | Gonzalo Molina    | ARG  | 295    |
| 10 | Kyle Evans        | GBR  | 285    |

## Vrouwen

### Uitslagen
| Datum             | Plaats              | Eerste         | Tweede               | Derde              |
| ----------------- | ------------------- | -------------- | -------------------- | ------------------ |
| 6 mei 2017        | Papendal            | Laura Smulders | Yaroslava Bondarenko | Judy Baauw         |
| 7 mei 2017        | Papendal            | Laura Smulders | Mariana Pajón        | Lauren Reynolds    |
| 13 mei 2017       | Heusden-Zolder      | Mariana Pajón  | Simone Christensen   | Stefany Hernández  |
| 14 mei 2017       | Heusden-Zolder      | Laura Smulders | Simone Christensen   | Stefany Hernández  |
| 16 september 2017 | Santiago del Estero | Mariana Pajón  | Laura Smulders       | Simone Christensen |
| 17 september 2017 | Santiago del Estero | Mariana Pajón  | Laura Smulders       | Mariana Díaz       |

### Eindstand
| #  | Atleet               | Land | Punten |
| -- | -------------------- | ---- | ------ |
| 1  | Laura Smulders       | NED  | 790    |
| 2  | Mariana Pajón        | COL  | 688    |
| 3  | Simone Christensen   | DEN  | 650    |
| 4  | Yaroslava Bondarenko | RUS  | 600    |
| 5  | Judy Baauw           | NED  | 485    |
| 6  | Stefany Hernandez    | VEN  | 480    |
| 7  | Natalia Suvorova     | RUS  | 365    |
| 8  | Ruby Huisman         | NED  | 360    |
| 9  | Priscila Stevaux     | BRA  | 320    |
| 10 | Lauren Reynolds      | AUS  | 295    |

2003 ·
2004 ·
2005 ·
2006 ·
2007 ·
2008 ·
2009 ·
2010 ·
2011 ·
2012 ·
2013 ·
2014 ·
2015 ·
2016 ·
2017 ·
2018 ·
2019 ·
2020 ·
2021 ·
2022 ·
2023 ·
2024